# كلوريد البنزال
كلوريد البنزال هو مركب كلور عضوي صيغته الكيميائية C7H6Cl2 ويوجد على هيئة سائل عديم اللون. يعد هذا المركب من مشتقات التولوين.
لهذا المركب تسميات كيميائية مرادفة منها ثنائي كلوريد البنزيل أو ثنائي كلورو التولوين أو (ثنائي كلورو ميثيل) البنزين.

## التحضير
يحضر هذا المركب من كلورة جذرية للتولوين؛ وتنتج في العملية منتجات ثانوية من كلوريد البنزيل وثلاثي كلورو التولوين.

## الخواص
يوجد هذا المركب في الشروط القياسية على هيئة سائل عديم اللون، وقد يتلون أحياناً بلون أصفر شاحب وله رائحة واخزة. لا ينحل المركب عملياً في الماء؛ ولكن يمكن أن يحدث تفاعل تحلل مائي بوجود وسط قاعدي إلى بنزألدهيد.

## الاستخدامات
للمركب العديد من الاستخدامات في مجال الاصطناع العصوي.